# Anton Wiedemann (hockey sur glace)
Temple de la renommée allemand
 : 1988
Anton Wiedemann, surnommé Toni, (né le 30 décembre 1911 à Füssen, mort le 6 novembre 1953 dans la même ville) est un joueur professionnel allemand de hockey sur glace.

## Carrière
Anton Wiedemann fait toute sa carrière au EV Füssen. Il a aussi représenté le Düsseldorfer EG.
Il participe aux Jeux olympiques de 1936 où l'équipe d'Allemagne joue à Garmisch-Partenkirchen,.